# Czymanowo
Czymanowo (deutsch Rauschendorf, früher Czemanau, Czemmanau und Czimmanau) ist ein Dorf im Verwaltungsbezirk Landgemeinde Gniewino (Gnewin) in der polnischen Woiwodschaft Pommern und gehört zum Powiat Wejherowski (Neustädter Kreis).

## Geographische Lage
Das Dorf liegt in der Nähe der früheren Grenze zwischen Hinterpommern und Westpreußen, links der Einmündung des Piasnitzflusses in den Zarnowitzer See, etwa 29 Kilometer nordöstlich von Lauenburg in Pommern, 19 Kilometer nordwestlich von Wejherowo (Neustadt in Westpreußen) und fünf Kilometer ostnordöstlich des Dorfs Gniewino (Gnewin).

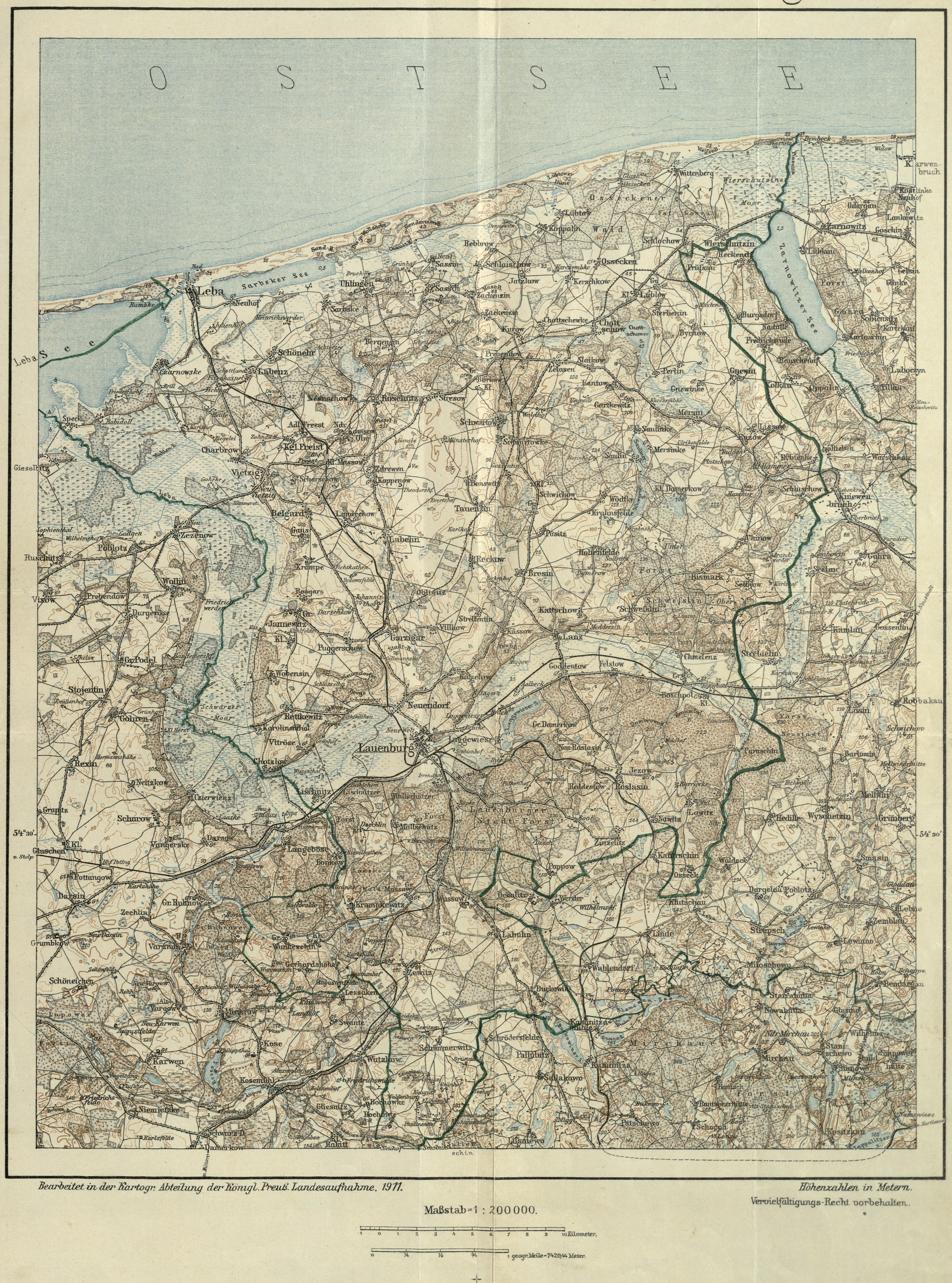
Rauschendorf, ostsüdöstlich der Stadt Leba an der Ostsee, nordöstlich der Stadt Lauenburg in Pommern, links der Einmündung des Piasnitzflusses am Südufer des Zarnowitzer Sees und ostnordöstlich des Dorfs Gnewin, auf einer Landkarte von 1911

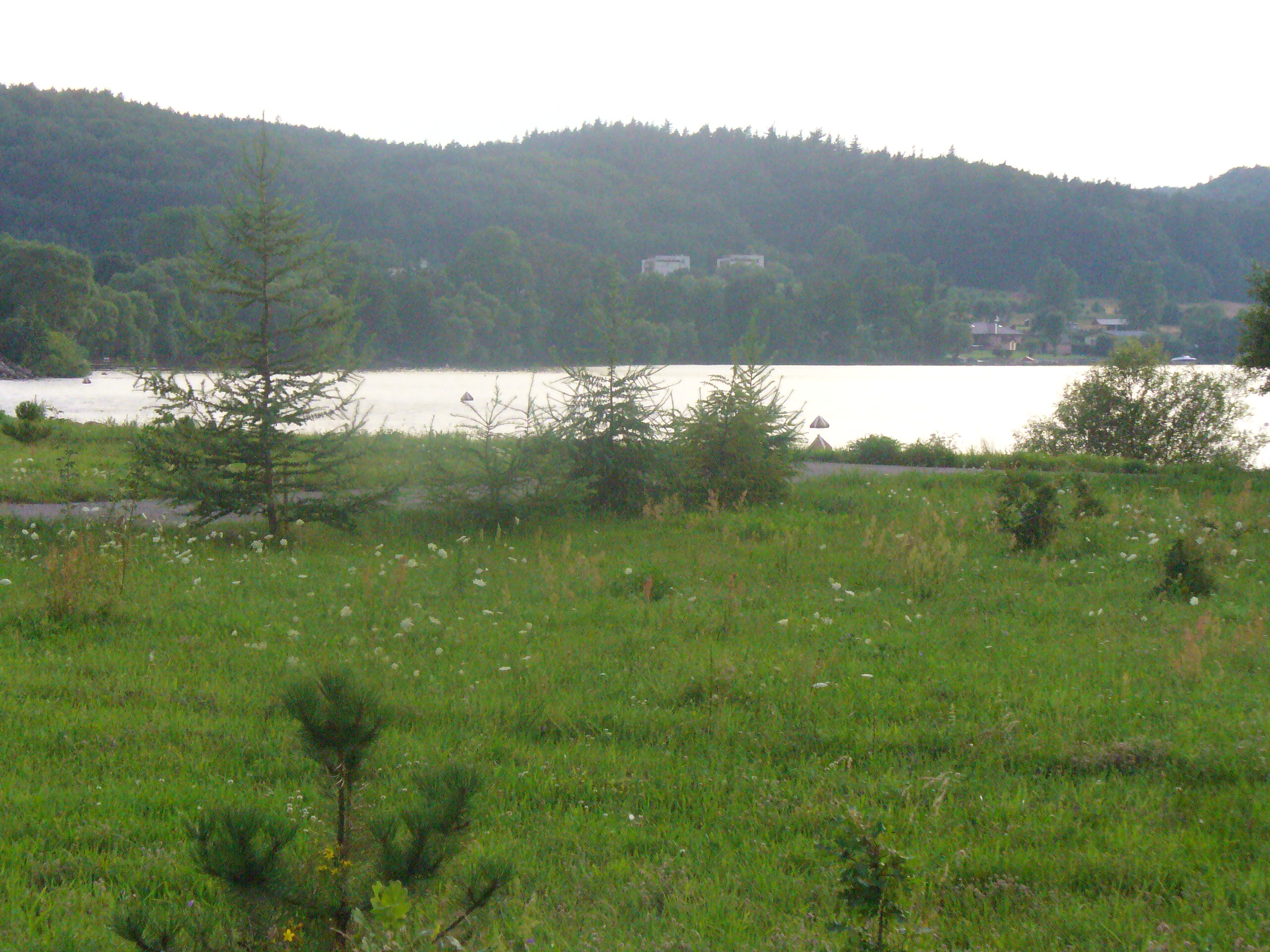
Dorf, vom Wasserkraftwerk aus gesehen (2009)

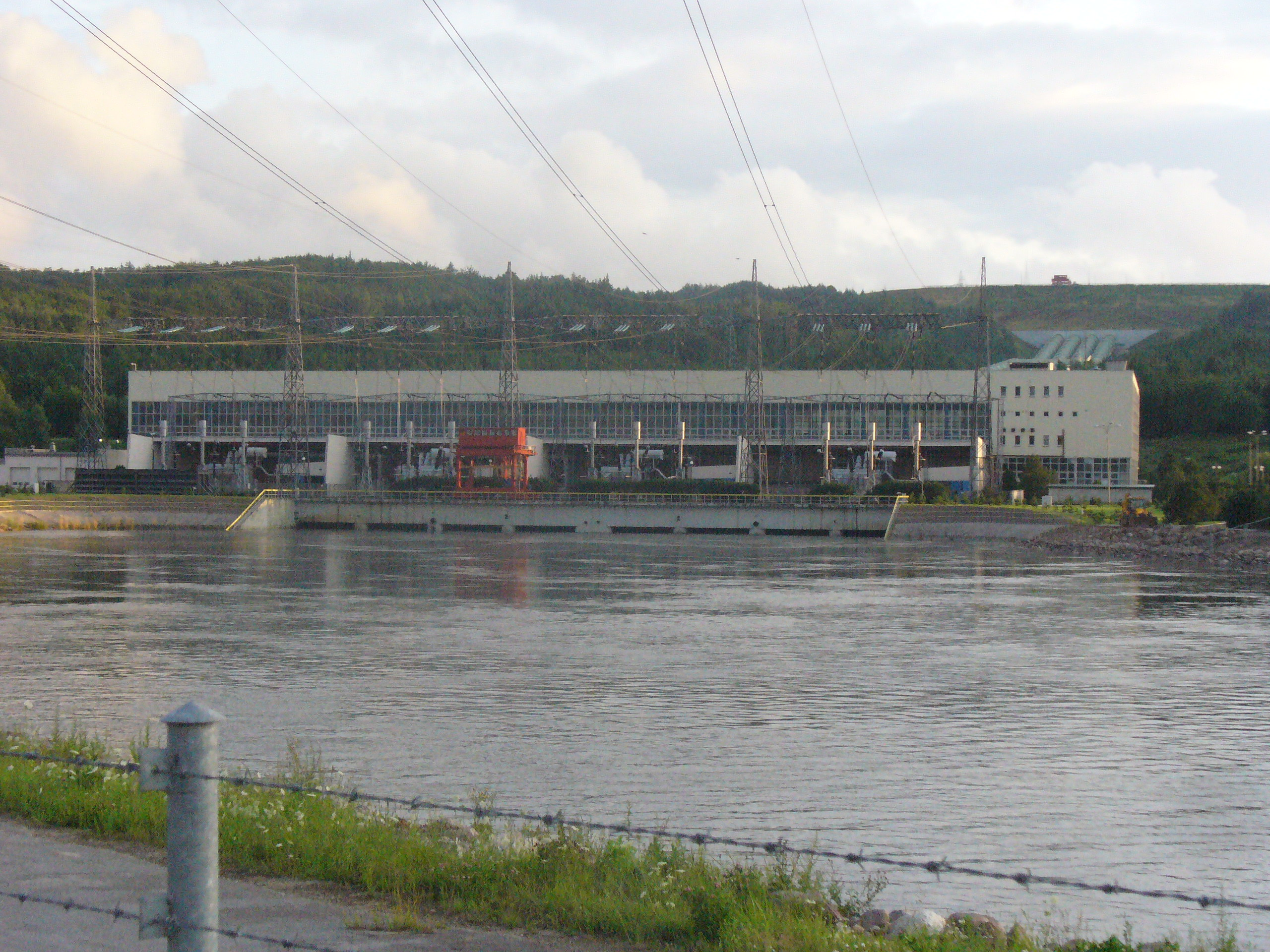
Elektrizitätswerk (2009)

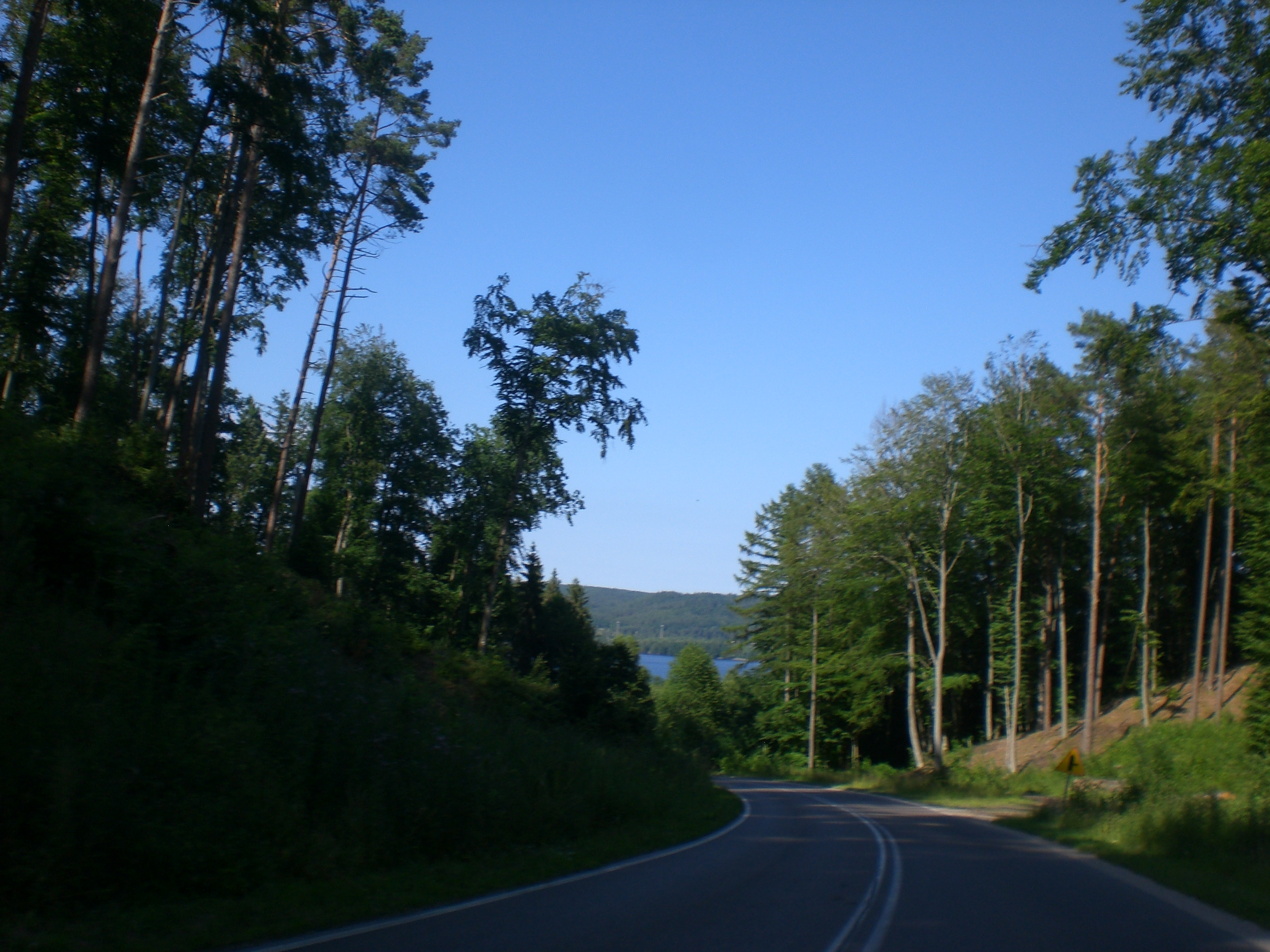
Straße zum Zarnowitzer See (2024)

## Geschichte
Im 19. Jahrhundert bis 1873 gebräuchliche Ortsbezeichnungen des Guts waren Czemanau, Czemmanau und Czimmanau. In dem adligen Gutsbezirk Czemanau im Kreis Neustadt im Danziger Regierungs-Departement der Provinz Westpreußen gab es um 1818 eine Branntweinbrennerei, eine Wassermühle, einen Krüger und neun Feuerstellen (Haushaltungen). 1865 betrug die Grundsteuer für den Gutsbezirk Czimmanau 35 Reichstaler, 26 Silbergroschen und zehn Pfennige.
Am 10. Juni 1873 wurde das Gut Czimmanau in Rauschendorf umbenannt.
Im Jahr 1873 befand sich das Rittergut im Besitz des Maximilian August Albert Theophil von Zelewski, der am 22. September des Jahres den Namen seines 1862 verstorbenen Schwiegervaters, des Majors a. D. Carl Hackebeck, annahm und sich fortan von Zelewski-Hackebeck nannte.
Um 1903 hatte das Gut Rauschendorf eine Flächengröße von 265 Hektar, Besitzer war Max von Zelewski-Hackebeck.
Als nach dem Ersten Weltkrieg der Versailler Vertrag die Verlegung des sogenannten Polnischen Korridors durch das Reichsgebiet vorsah, wurde Rauschendorf aus dem Kreis Neustadt in Westpreußen am 2. August 1919 in den Kreis Lauenburg in Pommern eingegliedert.
Am 1. April 1927 hatte das benachbarte Gut Oppalin eine Flächengröße von 642 Hektar, und am 16. Juni 1925 hatte der Gutsbezirk Oppalin 164 Einwohner.  Am 30. September 1928 wurde der Gutsbezirks Oppalin aus dem Amtsbezirk Rieben in die Landgemeinde Rauschendorf eingegliedert.
Anfang der 1930er Jahre hatte die Landgemeinde Rauschendorf eine Flächengröße von 8,5 km². Innerhalb der Gemeindegrenzen standen insgesamt 24 bewohnte Wohnhäuser an zwei verschiedenen Wohnstätten:
1. Oppalin
2. Rauschendorf

Bis 1945 bildete Rauschendorf eine Landgemeinde im Landkreis Lauenburg in Pommern im Regierungsbezirk Köslin der preußischen Provinz Pommern im Deutschen Reich. Rauschendorf war dem Amtsbezirk Kolkau zugeordnet.
Gegen Ende des Zweiten Weltkriegs besetzte Anfang März 1945 die Rote Armee die Region. Bald darauf wurde der Kreis Lauenburg von der Sowjetunion zusammen mit ganz Hinterpommern der Volksrepublik Polen zur Verwaltung überlassen. Anschließend begann die Zuwanderung polnischer Zivilisten, von denen die einheimischen Dorfbewohner aus ihren Häusern und Gehöften gedrängt wurden. Der Ortsname Rauschendorf wurde zu Czymanowo polonisiert. In der darauf folgenden Zeit wurden die einheimischen Dorfbewohner von der polnischen Administration aus Rauschendorf vertrieben.

### Demographie
| Jahr | Einwohner | Anmerkungen                                                                   |
| ---- | --------- | ----------------------------------------------------------------------------- |
| 1818 | 52        | Dorf und Wassermühle, adlige Besitzung; davon 33 Lutheraner und 19 Katholiken |
| 1852 | 71        | Dorf                                                                          |
| 1864 | 89        | am 3. Dezember, Gutsbezirk                                                    |
| 1867 | 93        | am 3. Dezember, Gutsbezirk                                                    |
| 1871 | 115       | am 1. Dezember, Gutsbezirk, davon 65 Evangelische und 50 Katholiken           |
| 1910 | 102       | am 1. Dezember, Gutsbezirk                                                    |
| 1925 | 249       | darunter 180 Evangelische und 69 Katholiken                                   |
| 1933 | 224       | [ 14 ]                                                                        |
| 1939 | 230       | [ 14 ]                                                                        |

## Kirche

### Kirchspiel bis 1945
Die vor 1945 hier lebenden Dorfbewohner gehörten mehrheitlich der evangelischen Konfession an. Die evangelischen Einwohner von Rauschendorf gehörten zum evangelischen Kirchspiel in Gnewin.
Das katholische Kirchspiel war in Wierschutzin.

### Polnisches Kirchspiel seit 1945
Die seit 1945 und Vertreibung der einheimischen Dorfbewohner anwesende polnische Einwohnerschaft ist überwiegend katholisch.
Hier lebende evangelische Polen sind dem weit entfernten Pfarramt der Kreuzkirchengemeinde in Stolp in der Diözese Pommern-Großpolen der Evangelisch-Augsburgischen Kirche in Polen zugeordnet, deren nächstgelegene Predigtstätte in Lębork (Lauenburg in Pommern) ist.